# Église chrétienne de Sion

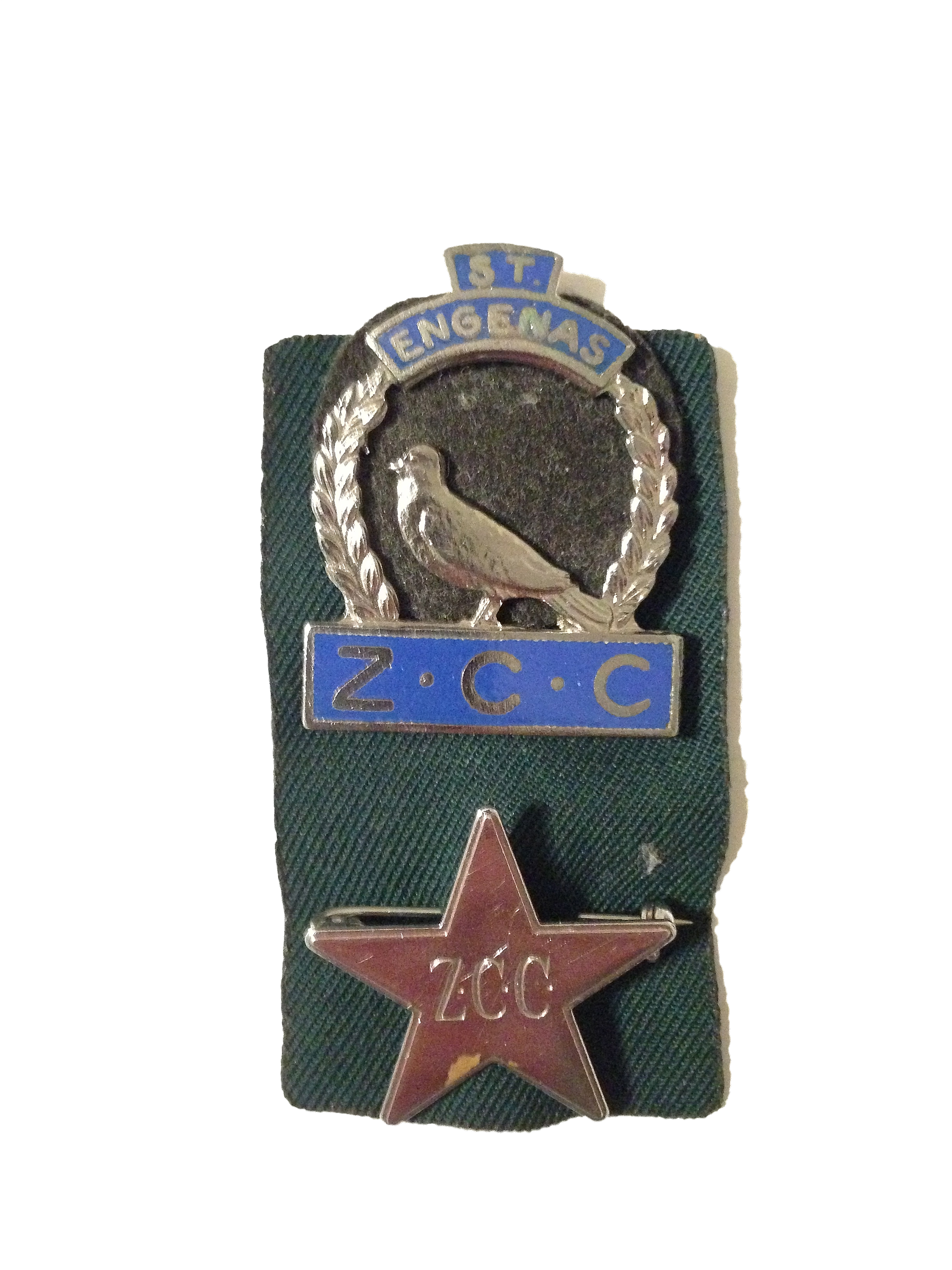
Médaille et étoile de l'Église chrétienne de Sion.

Pour les articles homonymes, voir Sion, Zion, Sionisme (homonymie) et Église de Sion (homonymie).
L'Église chrétienne de Sion (ou ZCC, acronyme de l'anglais Zion Christian Church), parfois appelée Église zioniste est une association chrétienne évangélique internationale d'églises charismatiques. Son siège se situe à Moria dans la municipalité locale de Polokwane dans la région du Capricorn de la province du Limpopo en Afrique du Sud. 

## Histoire
L'Église chrétienne de Sion a été fondée par Engenas Lekganyane (en) en 1924, qui était membre de l’Apostolic Faith Mission of South Africa,. 
En 2001, elle comptait plus de 4,9 millions de fidèles en Afrique du Sud, et plus de 7 millions dans toute l'Afriqueet en Europe. Il s'agit de la plus grande association des Églises zionistes.

## Annexe